# Aeroportul Anapa
Aeroportul Anapa (IATA: AAQ, ICAO: URKA) este un aeroport din Anapa, Anapa Urban Okrug⁠(d), Ținutul Krasnodar, Rusia ce deservește zona Anapa. Aeroportul a fost tranzitat în 2021 de 2.931.057 de pasageri. A fost numit după Vladimir Kokkinaki⁠(d).
Situat la o altitudine de 53 m, aeroportul dispune de 1 pistă.

## Infrastructură

### Piste
Aeroportul dispune de o singură pistă. Pista 04/22 are suprafața de beton și dimensiunile 2.500 m × 45 m. 